# Diarthrodella neotropica
Diarthrodella neotropica is een eenoogkreeftjessoort uit de familie van de Paramesochridae. De wetenschappelijke naam van de soort is voor het eerst geldig gepubliceerd in 1984 door Mielke.